# Cătina, Cluj
Cătina là một xã thuộc hạt Cluj, România. Dân số thời điểm năm 2002 là 2209 người.